# Iouri Ossipov
Iouri Sergueïevitch Ossipov (russe : Ю́рий Серге́евич О́сипов; né le 7 juillet 1936) est un mathématicien soviétique et russe. Il est élu membre à part entière de l'Académie des sciences de l'URSS en 1987 et est président de son successeur, l'Académie des sciences de Russie du 17 décembre 1991 au 29 mai 2013.

## Biographie

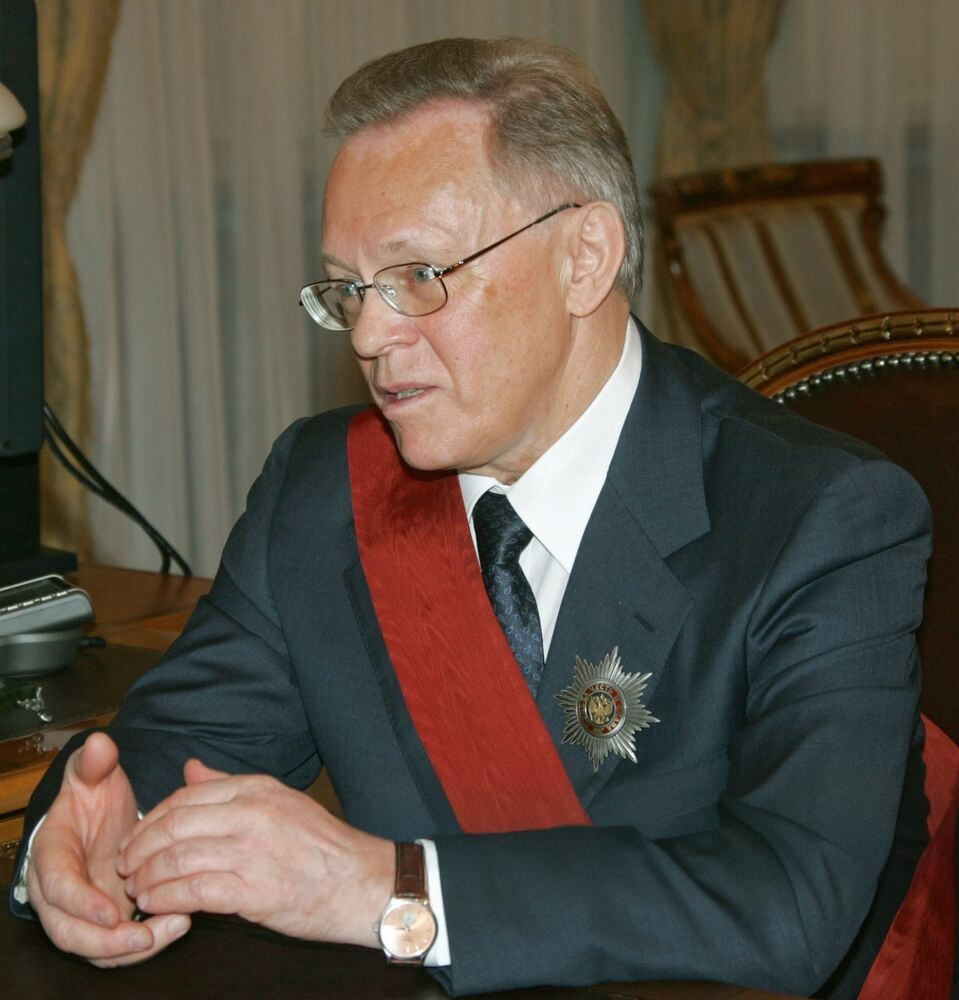
Iouri Ossipov.

Ossipov est né à Tobolsk (dans l'actuel Oblast de Tioumen, en Russie). En 1959, il est diplômé du Département de mécanique et de mathématiques de l'Université d'État de l'Oural (Iekaterinbourg, Russie) avec comme professeur Nikolaï Krassovski (ru), célèbre scientifique et fondateur de l'école scientifique de l'Oural en théorie mathématique du contrôle et en théorie du Jeu différentiel. De 1961 à 1969, il travaille à l'Université d'État de l'Oural. De 1970 à 1993, il travaille à l'Institut de mathématiques et de mécanique de la branche de l'Oural de l'Académie des sciences de l'URSS (plus tard, de l'Académie des sciences de Russie) à Iekaterinbourg (de 1986 à 1993, il est le chef de l'Institut). En 1971, il soutient sa deuxième thèse et reçoit le grade de professeur en 1973. En 1984, il est élu membre correspondant et en 1987, membre à part entière de l'Académie des sciences de l'URSS (Division de l'ingénierie des machines, de la mécanique et des problèmes de contrôle des processus).
Il est président de l'Académie des sciences de l'URSS et de son successeur, l'Académie des sciences de Russie, depuis 1991, après avoir été réélu en 1996, 2001 et 2006. Il est également impliqué dans le gouvernement russe, notamment en tant que membre du Conseil de sécurité de la fédération de Russie.
Depuis 1993, Ossipov est également directeur de l'Institut de l'Institut de mathématiques Steklov à Moscou. Il est également professeur de l'Université d'État de Moscou.